# 林脩己
林 脩己（はやし のぶみ、1874（明治7）年5月26日-1945（昭和20）年3月13日）は、日本の園芸家。造園家、園芸・造園教育者。

## 足跡
明治時代に大隈重信や三菱岩崎家のために園芸栽培と邸宅庭園の管理を担当。英国の園芸と庭園を調査、研修のために留学し欧米の園芸を知る当時の最高レベルの園芸家・庭園家。明治前半期から終戦の直前まで日本の園芸と庭園に関わり、貢献した人生を送る。また千葉県立園芸専門学校（現・千葉大学園芸学部)設立時講師として園芸造園教育にも参画し幾多の園芸家・庭園家を育てる。
以下は林脩己 先生のこと (PDF) , 林脩己 先生のこと② (PDF) ,
林脩己 先生と花卉園芸 (PDF) 
を参照している。
鳥取県鳥取市生まれ。鳥取県立農学校（現・鳥取県立倉吉農業高等学校）を卒業。1894（明治27）年から1895（明治28）年、20歳から22歳までの2年間を新宿御苑研修生として過ごす。福羽逸人の弟子として園芸を学んだ。福羽の命を受けて内国博覧会の審査に関わり審査報告を書くなどの任務を果たす。皇室で使用する洋ランの栽培、菊花壇用の菊を担当していた。
1895年から1904（明治37）年まで、日本園芸会の会長でもあった大隈重信の邸宅庭園主任となる。温室、庭園管理を任せられる。大隈からはメロンの栽培を指導される。林は大隈の期待に応え、社交会場を飾る観賞植物による演出をも担当し名声を博す。
1904年から1905（明治38）年にかけて農商務省より海外実業練習生を命ぜられ、また東京市から公園調査を嘱託されて英国研修派遣。ロンドン市内の公園について調査している、キューガーデンで研修をつむ他、英国王立園芸協会会員となり、英国王立園芸協会（RHS）の機関誌に日本の園芸について英文での投稿が掲載される。1906（明治39）年、英国派遣と併せてフランスとアメリカも視察。帰国後に岩崎彌之助に誘われ、1907（明治40）年から2年間、三菱財閥岩崎家の園芸・庭園主任として勤務。建築家ジョサイア・コンドルの設計で岩崎彌之助の高輪別邸（現・開東閣）の建設が行われるが、庭園の設計を福羽逸人と林脩己が担当することになり、庭園の施工は林が全てを取り仕切っていた。工事は低地を埋め立てて芝生庭園を造成。そして軽便鉄道を敷設し公道を付け替えるなどの土木工事をも実施された。完工後には広い芝生の西洋庭園となり、日本では見られなかった華麗なデザインであったという。
1909（明治42）年から、新設の千葉県立園芸専門学校講師として観賞植物の講義のほか、庭園実習を指導。現在千葉大園芸学部内にあるフランス式庭園・イタリア式庭園・英国式庭園・花壇・講堂牡丹園はその実習で出来たもので、設計、施工を指導した。一方で元帥大山巌公爵邸の温室管理も請われて講師と平行して担当していた。
1917（大正6）年、明治神宮外苑設計委員を命ぜられ、外苑事務取扱嘱託。1918（大正7）年より成田山公園の造園工事指導を担当開始する。日本庭園と西洋庭園が調和する市民に開かれた公園を目指し、園芸専門学校の生徒45名を引率し園路の杭打ちなどを指導。
1923（大正12）年には宇都宮高等農林学校にフランス式庭園を設計し1926年（大正15年）竣工する。現在も宇都宮大学敷地内に現存。同年、千葉県立高等園芸学校が国立に移管、農事試験場が千葉郡都村に移転するのにともない千葉農試に転職、技師・園芸部長として千葉県園芸農業の総括責任者となる。
1925（大正14）年、安房地域に花卉の促成栽培指導地を設け、間宮七郎平や岩永益禅等を現地指導し、露地花卉産地育成に寄与。
1928（昭和3）年、関与していた成田山公園完工。
1929（昭和8）年から1年間、安房地域で暖地園芸の拠点として農事試験場安房分場設置を企画・設計・施工を行う。県内に果樹苗・蔬菜種子配布の事業を提案。市原試験地・原種農場の原点となる。1933（昭和12）年、戦争に向かう世情の最中、企画した花卉試験は中止。
1936（昭和14）年、千葉県傷痍軍人再教育所が千葉農試内に開設され園芸担当者となる。
船橋に設けた球根植物試験場で、チューリップの球根生産事業を展開するが失敗に終わる。しかし林の指導を受けた新潟の生産者は成功、チューリップは新潟県の県花となり、全国有数のチューリップ球根の産地と化す

## 著作・寄稿
- 梨に對する窒素肥料試驗の成績 園芸講演集 桜会 編纂 (桜会出版部, 1927)
- 果樹害蟲の食餌性に關する調査 農事改良資料 第81 農林省農務局 編 (桜会, 1934)
- 奉納明治時代 牡丹六十三種 芍薬八十四種図譜 私家版

現在、成田山仏教図書館に林脩己文庫が設置されている。